# Fukumibari
Le fukumibari (含針) ou fumibari est une arme utilisée par les ninjas du Japon médiéval. Il s'agit de petites aiguilles métalliques qui étaient cachées dans la bouche du ninja qui les crachait au visage de son adversaire au corps à corps. Le but était de viser les yeux de l'adversaire pour l'aveugler.
Dans la pratique, il est impossible d'inclure l'aiguille directement dans la bouche, il semble donc qu'un outil avec une aiguille soit inclus dans la bouche. À Wakuya, au sein du district de Tōda, dans la préfecture de Miyagi, il y avait une personne qui enseignait cet art (nom inconnu) jusqu'au milieu de la période Showa.